# زاودهورن
زاودهورن Zuidhorn  بلدية هولندية تقع في الشمال الشرقي للبلاد بمقاطعة خرونينجن.

## طوبوغرافيا
خريطة طوبوغرافية هولندية لبلدية زاودهورن، سبتمبر 2014، (تقرأ بعد ثلاث نقرات على الخريطة)